# 马来西亚皇家警察部队授勋及嘉奖制度
马来西亚皇家警察部队授勋及嘉奖制度的各级勋章、星章及奖章未有正式的中文译名，本条目中对勋章、星章及奖章名称所作的翻译仅供于参考，一切皆以马来文原名为准。
马来西亚皇家警察部队授勋及嘉奖制度原称为警察部队英勇勋章及警察英勇奖章，是一项为了表扬那些拥有英勇表现和杰出服务的皇家警察而设立的嘉奖制度，这项嘉奖制度是在1993 年7月27日由当时的最高元首提议设立，并在每年的警察日（3月25日）颁授，在这项嘉奖制度中包含了七个专为皇家警察而设的奖励项目，等级如下：
1. 警察英勇将领勋章
警察英勇将领勋章是皇家警察部队嘉奖制度中的第一等奖章，它被授予全国警察总长，副全国警察总长和警察总监级警官；同时，它也以名誉嘉奖的方式授予外籍警队的警官。
2. 警察效忠将领勋章
警察效忠将领勋章是皇家警察部队嘉奖制度中的第二等奖章，它被授予及副警察总监，高级助理警察总监或助理警察总监级警官；同时，它也以名誉嘉奖的方式授予外籍警队的警官。
3. 警察勇士奖章
警察勇士奖章是皇家警察部队嘉奖制度中的第三等奖章，它被授予警监，副警监和助理警监级警官；同时，它也以名誉嘉奖的方式授予外籍警队的警官。
4. 警察武士奖章
警察武士奖章是皇家警察部队嘉奖制度中的第四等奖章，它被授予警长级警官；同时，它也以名誉嘉奖的方式授予外籍警队的警官。
5. 警察传令官奖章
警察传令官奖章是皇家警察部队嘉奖制度中的第五等奖章，它被授予皇家警察部队中的警官；同时，它也以名誉嘉奖的方式授予外籍警队的警官。
6. 警察英勇奖章
警察英勇奖章是皇家警察部队嘉奖制度中的第六等奖章，它被授予皇家警察部队中的成员；同时，它也以名誉嘉奖的方式授予外籍警队的警员。
7. 警察奖章  
警察奖章是皇家警察部队嘉奖制度中的第七等奖章，它被授予皇家警察部队中的成员，作为参加警察日游行的奖励。
8. 國家英雄功勛獎章 
授予退休及曾在 馬來亞緊急狀態 時期服務有功的前警員。

### 資歷章
- 三十年資歷章
- 二十年資歷章
- 十年資歷章

### 紀念章
- 警隊成立二百周年紀念章
- “皇家” 称呼五十周年紀念章

### 英殖民時期星章勳章獎章
- 1939年至1945年星章
- 太平洋星章（英语：Pacific Star）
- 1939年至1945年大戰勳章（英语：War Medal 1939-1945）
- 防衛勳章（英语：Defence Medal）
- 國王警察獎章 (英語:King's Police Medal)
- 殖民地警察英勇獎章 (英語: Colonial Police Medal for Gallantry)
- 殖民地警察勞績獎章 (英語: Colonial Police Medal for Meritorious Service)
- 殖民地警察長期服務獎章（英语：Colonial Police Long Service Medal）
- 公共服務獎章(馬來亞)（英语：General Service Medal）